# Nederlandse kampioenschappen schaatsen sprint 1984
De Nederlandse kampioenschappen sprint 1984 voor mannen en vrouwen vormden een schaatsevenement dat onder auspiciën van de KNSB over de sprintvierkamp (2x 500, 2x 1000 meter) werd verreden. Het vond plaats in het weekend van 10 en 11 maart op de onoverdekte kunstijsbaan van Eindhoven. Voor de mannen was het de vijftiende editie, voor de vrouwen de tweede.
De NK sprint was voor de Nederlanders het laatste kampioenschap dit seizoen dat aanving met de NK allround (m/v) (29 + 30 december) en vervolgde met de EK (v) (14 + 15 januari), EK (m) (21 + 22 januari), WK allround (v) (28 + 29 januari), OS (8-19 februari), WK allround (m) (25 + 26 februari) en de WK sprint (m/v) (3 + 4 maart).
Mannen
Er namen 17 deelnemers deel. Negen hadden deelgenomen aan het NK sprint van 1983, waarvan Van der Feltz, Van Geest en Vergeer dit seizoen ook aan het allroundkampioenschap hadden deelgenomen. Van de andere acht hadden Ensing, Van Essen en Stecher dit seizoen hun debuut bij de allrounders gemaakt, de andere vijf waren debutant op een NK.
De titel werd behaald door Hein Vergeer, de nummer twee van het vorige seizoen. De sprinters Geert Kuiper en Ron Ket eindigden als tweede en derde, voor beide was het hun eerste podiumplaats. De enige voormalige kampioen in het deelnemersveld, Jan Ykema, werd vijfde. De twaalf te verdelen afstandmedailles werden door vijf verschillende rijders behaald.
Vrouwen
Er namen dertien deelneemsters deel. Twaalf hadden deelgenomen aan het NK sprint van 1983 en van hen namen er negen dit seizoen deel aan het allroundkampioenschap. Henriët van der Meer was de enige debutante in dit veld.
Yvonne van Gennip, de nummer twee in 1983, volgde Alie Boorsma op als kampioene. Boorsma zelf werd deze editie derde. Plaats twee werd ingenomen door Els Meijer die haar eerste podiumplaats behaalde. De twaalf te verdelen afstandmedailles werden door zes verschillende rijdsters behaald.
OS en WK sprint
De Nederlandse vertegenwoordiging op de beide sprintafstanden bij de gehouden Winterspelen waren Geert Kuiper (500m), Hein Vergeer en Jan Ykema (500m + 1000m) en Hilbert van der Duim (1000m) bij de mannen en Ria Visser (500m), Alie Boorsma en Thea Limbach (500m + 1000m) en Yvonne van Gennip (1000m) bij de vrouwen. De delegatie bij de WK sprint bestond uit Ron Ket, Geert Kuiper, Hein Vergeer en Jan Ykema en Marja Adema, Boukje Keulen en Yvonne van Gennip.

## Afstandmedailles
Mannen
| Afstand  | 1e           | 2e           | 3e                |
| -------- | ------------ | ------------ | ----------------- |
| 1e 500m  | Hein Vergeer | Geert Kuiper | Jan Ykema         |
| 1e 1000m | Hein Vergeer | Geert Kuiper | Ben van der Feltz |
| 2e 500m  | Geert Kuiper | Hein Vergeer | Ron Ket           |
| 2e 1000m | Hein Vergeer | Ron Ket      | Geert Kuiper      |

Vrouwen
| Afstand  | 1e                | 2e               | 3e                |
| -------- | ----------------- | ---------------- | ----------------- |
| 1e 500m  | Alie Boorsma      | Els Meijer       | Christine Aaftink |
| 1e 1000m | Yvonne van Gennip | Els Meijer       | Boukje Keulen     |
| 2e 500m  | Alie Boorsma      | Ina Steenbruggen | Yvonne van Gennip |
| 2e 1000m | Yvonne van Gennip | Els Meijer       | Ina Steenbruggen  |

## Eindklassementen

### Mannen
| Rang   | Schaatser             | Punten     | 500m       | 1000m        | 500m       | 1000m          |
| ------ | --------------------- | ---------- | ---------- | ------------ | ---------- | -------------- |
| Goud   | Hein Vergeer          | 159.735    | 40,21 (1)  | 1.21,30 (1)  | 39,55 (2)  | 1.18,65 (1) BR |
| Zilver | Geert Kuiper          | 160.705    | 40,52 (2)  | 1.21,54 (2)  | 39,40 (1)  | 1.20,03 (3)    |
| Brons  | Ron Ket               | 161.195    | 40,72 (4)  | 1.22,65 (4)  | 39,64 (3)  | 1.19,02 (2)    |
| 4      | Ben van der Feltz     | 162.450    | 40,94 (5)  | 1.22,52 (3)  | 39,90 (4)  | 1.20,70 (5)    |
| 5      | Jan Ykema             | 164.570    | 40,59 (3)  | 1.23,97 (5)  | 39,97 (6)  | 1.24,05 (14)   |
| 6      | Henk Ensing           | 164.805 pr | 41,01 (6)  | 1.24,30 (8)  | 40,61 (8)  | 1.22,07 (7)    |
| 7      | André Kraaijeveld     | 165.080    | 41,26 (7)  | 1.24,74 (9)  | 39,91 (5)  | 1.23,08 (12)   |
| 8      | Leo van Geest         | 165.835    | 42,68 (14) | 1.23,99 (6)  | 41,01 (9)  | 1.20,30 (4)    |
| 9      | Erik Stecher          | 166.310 pr | 41,75 (9)  | 1.24,82 (11) | 41,01 (9)  | 1.22,28 (8)    |
| 10     | Jan Nieuwenhuizen     | 166.900    | 42,05 (11) | 1.24,27 (7)  | 41,97 (16) | 1.2149 (6)     |
| 11     | Victor van den Hoff   | 167.230    | 42,30 (12) | 1.24,84 (12) | 41,25 (12) | 1.22,52 (9)    |
| 12     | Willem van Essen      | 167.975 pr | 42,42 (13) | 1.24,75 (10) | 41,88 (15) | 1.22,60 (10)   |
| 13     | Bauke Jonkman         | 168.505    | 41,84 (10) | 1.25,51 (14) | 41,65 (14) | 1.24,52 (15)   |
| 14     | Bert Uiterwijk Winkel | 168.960 pr | 43,10 (16) | 1.25,42 (13) | 41,67 (15) | 1.22,96 (11)   |
| 15     | Ronald Westra         | 169.365    | 41,44 (8)  | 1.30,89 (16) | 40,55 (7)  | 1.23,86 (13)   |
| 16     | Anne Jan Portijk      | 173.265    | 43,60 (17) | 1.28,55 (15) | 42,58 (17) | 1.25,62 (16)   |
| 17     | Gerard Aardema        | 174.700 pr | 42,90 (15) | 1.33,54 (17) | 41,56 (13) | 1.26,94 (17)   |

BR = baanrecord
pr = persoonlijk record

### Vrouwen
| Rang   | Schaatsster                     | Punten     | 500m       | 1000m          | 500m            | 1000m        |
| ------ | ------------------------------- | ---------- | ---------- | -------------- | --------------- | ------------ |
| Goud   | Yvonne van Gennip               | 177.955 BR | 45,13 (5)  | 1.28,80 (1) BR | 1.43,94 (3)     | 1.28,97 (1)  |
| Zilver | Els Meijer                      | 178.555    | 44,79 (2)  | 1.30,00 (2)    | 1.43,97 (4)     | 1.29,59 (2)  |
| Brons  | Alie Boorsma                    | 178.885    | 44,23 (1)  | 1.31,72 (4)    | 1.43,59 (1) BR  | 1.30,41 (5)  |
| 4      | Boukje Keulen                   | 180.580    | 45,39 (7)  | 1.31,38 (3)    | 1.44,15 (5)     | 1.30,70 (6)  |
| 5      | Ina Steenbruggen                | 180.880    | 45,12 (4)  | 1.33,96 (7)    | 1.43,90 (2)     | 1.29,76 (3)  |
| 6      | Marja Adema                     | 181.120    | 45,34 (6)  | 1.32,90 (5)    | 1.44,19 (6)     | 1.30,28 (4)  |
| 7      | Marja Struick                   | 183.610    | 46,12 (9)  | 1.34,62 (10)   | 1. 44,51 (7) pr | 1.31,34 (8)  |
| 8      | Marieke Stam                    | 184.150    | 46,05 (8)  | 1.34,54 (8)    | 1.45,25 (9)     | 1.31,16 (7)  |
| 9      | Jolanda Grimbergen              | 185.955    | 46,79 (10) | 1.33,95 (6)    | 1.45,98 (10)    | 1.32,42 (10) |
| 10     | Yvonne van der Lienden-Ottenhof | 186.955    | 48,76 (12) | 1.34,60 (9)    | 1.45,19 (8)     | 1.31,41 (9)  |
| 11     | Lisette Kansen                  | 188.945 pr | 47,49 (11) | 1.36,78 (13)   | 1.46,35 (11)    | 1.33,43 (11) |
| 12     | Henriët van der Meer            | 191.175    | 49,88 (13) | 1.35,15 (11)   | 1.46,68 (12)    | 1.34,08 (13) |
| 13     | Christine Aaftink               | 220.545    | 45,03 (3)  | 1.36,34 (12)   | 1.20,55 (13) *  | 1.33,59 (12) |

BR = baanrecord
pr = persoonlijk record
* = met val